# Піски (Пуховицький район)
Піски (біл. вёска Пяскі) — село в складі Пуховицького району Мінської області, Білорусь. Село підпорядковане Пережирській сільській раді, розташоване в центральній частині області.